# Matthias Euler-Rolle

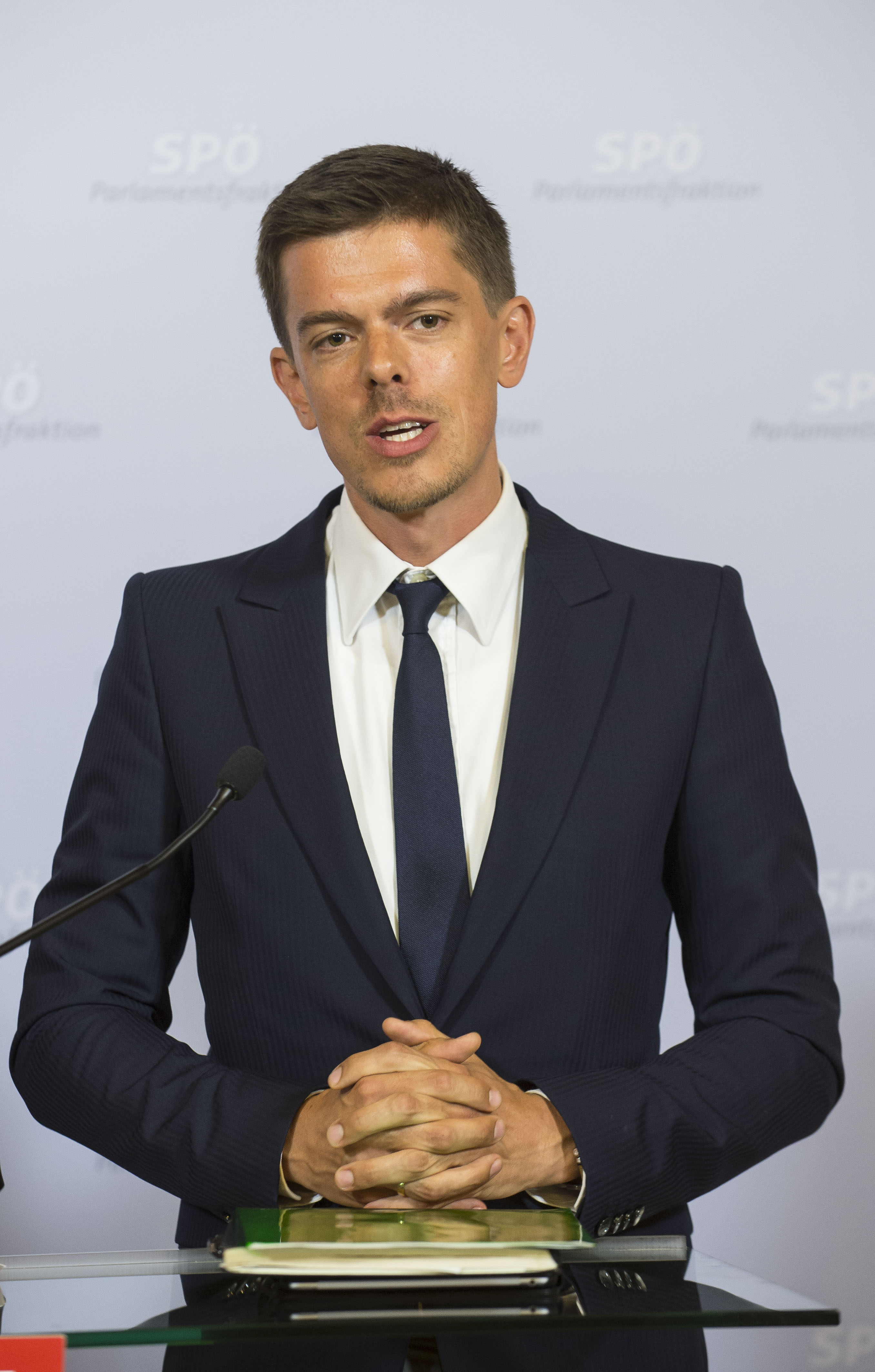
Matthias Euler-Rolle (2015)

Matthias Euler-Rolle (* 20. Juni 1977 in Wien) ist ein österreichischer Unternehmer und Buchautor. Von Juni 2015 bis Mai 2016 war er Kommunikationschef der SPÖ. Zuvor war er Radio- und Fernsehmoderator.

## Leben
Die Karriere von Matthias Euler-Rolle begann im Jahre 1994 bei Radio CD International als jüngster Radiomoderator Österreichs. Ende 1997 wechselte er zu Ö3, um dort diverse Sendungen wie die Ö3 Austria Top 40 und den Ö3 Wecker zu moderieren. In dieser Zeit war er auch als Schauspieler in den Fernsehkrimis Kommissar Rex oder Fever von Xaver Schwarzenberger zu sehen. Von 1999 bis 2002 präsentierten Euler-Rolle und Martina Kaiser abwechselnd die Fernsehshow Ö3 Austria Top 40.
Als Martina Kaiser 2002 den ORF verließ, übernahm Euler-Rolle die Chartshow Ö3 Austria Top 40, die er bis 30. April 2004 moderierte, um dann von Gustav Götz abgelöst zu werden. 2005 war er für einige Monate als Moderator im Ruck-Zuck-Studio von ATV und Tele 5 zu sehen.
Von März 2009 bis Jänner 2010 moderierte Euler-Rolle die Morgenshow bei Radio 88.6, immer abwechselnd mit Hary Raithofer.
Matthias Euler-Rolle ist geschieden und hat eine Tochter. Über deren Geburt und das erste Jahr der Vaterschaft hat er mit seinem Freund und Kollegen Alexander Rinnerhofer zwei Bücher geschrieben.
Von 2004 bis 2014 führte er seine Kommunikations- und PR-Agentur ER Media Group. Von Sommer 2012 bis Januar 2014 war Matthias Euler-Rolle Programmchef des Wiener Privatradiosenders „98.3 Superfly, Your Soul Radio“. Mit Jahresende 2012 beteiligte er sich mit 34 % an dem Unternehmen.
Gemeinsam mit seinem Geschäftspartner eröffnete er im November 2012 die Wiener Szenebar „Puff“, deren Anteile er Anfang 2014 an seinen Geschäftspartner übergab.
Am 3. Februar 2014 wurde er Pressesprecher von Kanzleramtsminister Josef Ostermayer für die Bereiche Kunst und Kultur.
Ab Januar 2015 war er Pressesprecher von Bundeskanzler Werner Faymann. Im Juni 2015 wurde er zum Kommunikationschef der SPÖ bestellt. Nach dem Ausscheiden von Faymann aus der Politik im Mai 2016 löste auch Euler-Rolle seinen Vertrag mit der SPÖ einvernehmlich auf. Im September 2016 gründete er gemeinsam mit Werner Faymann die 4Pro Projektmanagement- und KommunikationsgmbH mit Fokus auf die Entwicklung von Immobilienprojekten – beide halten jeweils 50 % der Anteile. Diese Gesellschaft war wiederum bis 2022 mit 6,07 % an der IMFARR Beteiligungs GmbH beteiligt, die auf Immobilienentwicklungen in Österreich und Deutschland spezialisiert ist.
Im Juli 2024 veröffentlichte er den Roman Die Liebe ist's allein. Mozart. Der Roman, erschienen im Verlag Edition Platinum.

## Werke
- „Wenn Männer schwanger sind…“, Molden Verlag, Wien 2009, ISBN 9783854852360
- „Wenn Männer Väter sind…“, Molden Verlag, Wien 2010, ISBN 9783854852537
- „Mozart – Der Roman: Die Liebe ist's allein“, Edition Platin, Wien 2024, ISBN 978-3-903538-04-7